# Bovenkaaksbeen

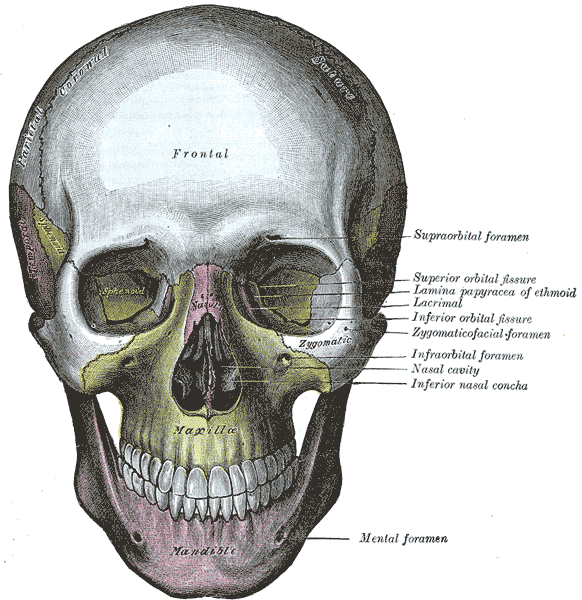
Frontaal zicht op de schedel

Het bovenkaaksbeen of maxilla is een deel van de aangezichtsschedel.

## Randen
Het bovenkaaksbeen grenst aan het voorhoofdsbeen door de processus frontalis en de sutura frontomaxillaris. Aan de laterale zijde van het bovenkaaksbeen loopt de processus zygomaticus. De mediaal gerichte processus palatinus vormt een deel van het harde verhemelte. De onderrand wordt gevormd door de processus alveolaris. Mediaal anterior ligt de incisura nasalis (vormt de neusholte). Aan de onderrand hiervan ligt de spina nasalis anterior. Hieronder ligt de sutura intermaxillaris.

## Structuren
In het centrum van het bovenkaaksbeen ligt het corpus maxillare. In het gebied van het bovenkaaksbeen bevindt zich vlak onder de margo infraorbitalis, dicht bij de sutura zygomaticomaxillaris, het foramen infraorbitale. Hierdoor lopen de nervus infraorbitalis (een tak van de nervus maxillaris), een slagader en een ader. Onder de oogkas is het bovenkaaksbeen ingevallen. Hierdoor ontstaat een groef, de fossa canina. Aan de processus frontalis, in aansluiting aan de margo infraorbitalis, ligt de crista lacrimalis anterior.